# Jean Lesieur
Jean Lesieur   (Le Havre, 8 de novembre de 1904 - Le Havre, 10 de maig de 1943) va ser un regatista francès que va competir durant la dècada de 1920.
El 1928 va prendre part en els Jocs Olímpics d'Amsterdam, on va guanyar la medalla d'or en la regata de 8 metres del programa de vela, a bord de l'Aile VI, junt a Donatien Bouché, Carl de la Sablière, André Derrien, Virginie Hériot i André Lesauvage.